# Campo municipal de rugby La Foixarda
El campo municipal de rugby La Foixarda (en catalán: Camp Municipal de Rugbi La Foixarda) es un campo de rugby en el que habitualmente juegan sus partidos el Gòtics R.C. y el Barcelona Universitari Club (B.U.C.) y, ocasionalmente, también la selección española de rugby y la selección catalana de rugby. Se encuentra situado en el sector de La Foixarda, dentro del parque de Montjuic, en la montaña olímpica de Montjuic de la ciudad de Barcelona, sobre la hondonada de la antigua cantera Foixarda conocida como el Sot de la Foixarda.

## Historia
Fue inaugurado el 25 de diciembre de 1921 con la disputa de un partido amistoso de fútbol entre el FC Barcelona y el Sparta de Praga, con intención de convertirlo en el estadio sede de los Juegos Olímpicos de 1924 bajo el nombre de "Stadium Catalán".
En abril de 1923 acogió el primer Campeonato de Cataluña de Baloncesto en el que la Sociéte Sportive Patrie se impuso en la final al Barcelona BBC por 8-4.
En 1955 fue la sede de la competición de rugby durante los Juegos Mediterráneos celebrados aquel año en Barcelona. También fue sede de la final de la Copa del Rey de Rugby, en sus diferentes denominaciones, en los años 1956, 1957, 1958, 1959, 1960, 1961, 1965, 1966 y 1985.
En 2013 se iniciaron las obras para sustituir el terreno de césped natural, muy maltrecho, por una superficie de césped artificial con una nueva red de drenaje y de riego. También fue sustituida la red de iluminación, dotándose así mismo sus instalaciones del equipamiento necesario, todo ello homologado por la Federación Española de Rugby. El costo de las obras se calculó en 775 589 euros.
En 2014 el campo acogió un enfrentamiento amistoso entre las selecciones del País Vasco y Cataluña.

## Aforo
En su día llegó a albergar 25 000 espectadores, si bien su capacidad actual es de unos 1200 espectadores.[cita requerida]